# Demo ático

Mapa donde se puede apreciar la ubicación aproximada de todos los demos.

Demo (del griego δῆμος, dêmos 'pueblo') era la circunscripción administrativa básica en que se dividía el territorio de la antigua Atenas. 

## Establecimiento y número

### Origen
Los demos áticos o demos atenienses (o demoi o demi) fueron instaurados en las reformas legislativas (isonomía) de Clístenes (del 508 a. C. o 507 a. C. al 501 a. C.) El demo impuso una división con criterios de vecindad, en vez de la división anterior, con criterios de parentesco, propia de las polis aristocráticas. Su funcionamiento implicó un avance determinante en la constitución de la denominada democracia ateniense.

### Los modos de partición
- El territorio de la ciudad fue dividido en un centenar de partes (con el tiempo su número aumentaría), la ciudad, la costa y el interior se repartieron de forma igualitaria el número de los demos: 
  - El recorte urbano corresponde a los distritos o barrios que forman hoy las ciudades: es racional y no se apoya en la preexistencia histórica de una organización socio-geográfica; ejemplos de demos urbanos: el Cerámico, Colitos, Mélite, Escambónidas.
  - Para el campo, hubo que tener en cuenta lo existente y la repartición siguió varios principios: la confirmación de un demo homogéneo anterior a la reforma, la concentración de aldeas en un solo demo y la separación en varias entidades de demos de importancia; ejemplos de demos rurales: Acarnas, Decelia, Maratón.

## Características del demo

### Efectivos de los demos
|          | Estimaciones bajas        | Estimaciones bajas           | Estimaciones altas        | Estimaciones altas           |
| -------- | ------------------------- | ---------------------------- | ------------------------- | ---------------------------- |
|          | ciudadanos y sus familias | añadiendo esclavos y metecos | ciudadanos y sus familias | añadiendo esclavos y metecos |
| Fuente 1 | 800                       | 1200                         | 1000                      | 1500                         |
| Fuente 2 | /                         | /                            | 1300                      | 5000                         |

Fuente 1: sobre la base de 25.000 a 30.000 ciudadanos varones adultos para el conjunto del Ática, con sus familias 80.000 a 100.000 personas, a las cuales se añaden alrededor de 10.000 metecos y 30.000 a 40.000 esclavos.
Fuente 2: sobre la base de 40.000 ciudadanos y 20.000 metecos (200.000 con sus familias) y 300.000 esclavos (muy difícil de evaluar).

### Funciones locales y formativas

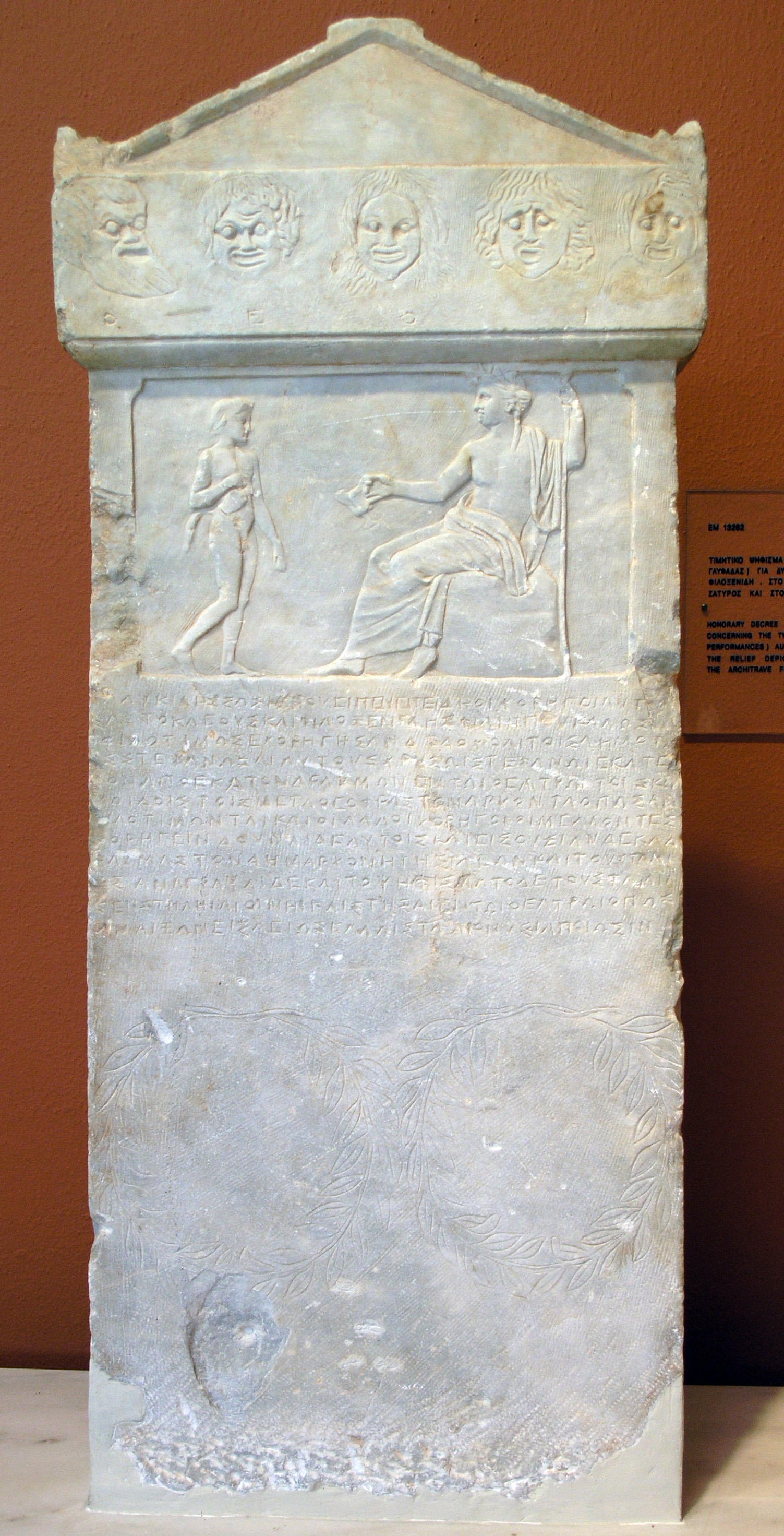
Decreto honorífico del demo de Aixone que conmemora a dos coregos, Auteas y Filoxénides, 312-313 a. C., Museo Epigráfico de Atenas.

El demo puede ser comparado con las comunas francesas del siglo XX: un demarca (correspondiente al actual alcalde) es elegido localmente, y puede ser elegido por sorteo para constituir la bulé (los buleutas, representantes del pueblo, podrían evocar a los diputados modernos). El demo es la unidad administrativa pero también democrática de base, ya que su población forma una asamblea (ágora), que ejerce poderes de policía, de gestión de las finanzas públicas, del catastro y de los cultos, llevando los registros del estado civil.
Participando en la organización local del demo los ciudadanos viven un estado cívico que les prepara para las asambleas democráticas centrales.

### Nuevos reconocimientos sociales
Los nombres de familia, de linajes, desaparecieron en provecho de la aposición de prenombres (de la proveniencia, del nombre del demo de origen: esta medida es una fuerte señal del desplazamiento del poder de la aristocracia hacia el pueblo (démos, antiguamente laos), la denominación del ciudadano pone más en evidencia los lugares geográficos que los sanguíneos.
Sin embargo, es notable que Robert Flacelière (fuente 2 - pP) indica que el ciudadano en la época de Pericles era designado oficialmente por su propio nombre, el de su padre (patronímico) y el de su demo (demótico), por ejemplo Pericles, hijo de Jantipo, del demo de Colargos. 
Numerosos metecos residentes regulares del Ática, los libertos o los personajes con un estatus cívico ambiguo pudieron igualmente acceder gracias a esta medida a la categoría de ciudadano; la isonomía lleva a la democracia a encontrarse reforzada.
Los Genos u oikos: Más parecidos a la familia eran verdaderos clanes. Era un grupo formados por todos los familiares del basileos (jefe de la familia). También incluía a las personas libres y esclavas que dependían de él. Estos servidores eran necesarios porque de ellos dependía el sustento de todo el grupo. Estos esclavos producían todo lo necesario para vivir, y había algunos jefes importantes como Odiseo (en la obra de Homero), que dirigía la producción y la distribuía según su propio criterio. Dentro de ellos, en efecto, el padre tenía autoridad absoluta puesto que era el intérprete de los dioses; la propiedad, por otra parte, era colectiva. La unidad del clan conducía a curiosas consecuencias: la ofensa hecha a un individuo se consideraba hecha al clan.

## El demo, unidad de un conjunto más amplio

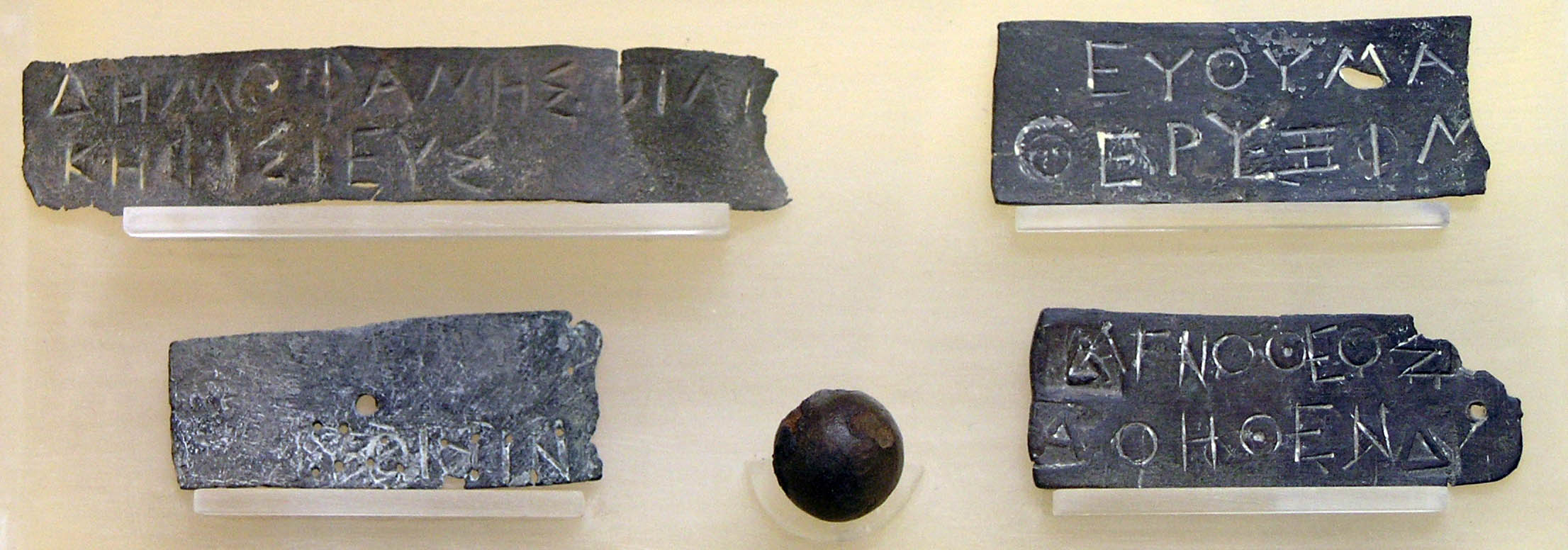
Pinakes, tablillas de identificación de los ciudadanos (nombre, nombre del padre, demo) para el sorteo de los jurados (Museo del Ágora de Atenas)

Según un orden creciente, la organización social de Atenas hacia el 500 a. C. se encontraba fijada así:
individuo {\displaystyle \in } demo {\displaystyle \subset } tritís {\displaystyle \subset } tribu {\displaystyle \subset } ciudad
La tritia es la unidad administrativa intermediaria entre el demo y la tribu; 3 o 4 demos contiguos forman una tritís, esta última no dispone de poder político real, sino que lo tiene más bien para el papel de constituir un nexo entre demos y tribus. Por ejemplo, la custodia del fuego sagrado que arde en el Tholos (ἡ θόλος) es confiado a los pritanos de una misma tritís.

La fuente 2 designa un subconjunto del demo en la organización desconocida de la fratría (equivalente a la familia).
Los demos nuevamente en este fin del siglo VI a. C. fueron partidos con las medidas reformadoras de Clístenes: creación de las tritías, de 10 tribus, de una nueva bulè, adopción de un nuevo calendario, democratización del funcionamiento de la Ekklesía, creación del ostracismo a fin de evitar la tiranía, establecimiento de los puestos de 10 astynomoi y 10 silofilacos (magistrados electos, respectivamente encargados de la salubridad pública y del aprovisionamiento de granos), de un nuevo arconte (secretario) y de un colegio de 10 estrategos.

## Demo en castellano
Su uso castellano es como sustantivo masculino. No se recoge tal uso en el DLE; también se utiliza en la forma deme (δήμη), que tampoco se recoge en el DLE. El plural griego (demoi δῆμοι) es poco utilizado en la bibliografía en castellano. También se utiliza demi (δῆμι, como plural de deme).